# Відкритий чемпіонат Австралії з тенісу 2024
Відкритий чемпіонат Австралії з тенісу 2024 — тенісний турнір найвищого рівня, що проходив між 14 січня та 28 січня 2024 року на кортах Мельбурн-Парку в Мельбурні, Австралія. Це був 112-й чемпіонат Австралії з тенісу, 56-й з початку відкритої ери,  перший турнір Великого шолома у 2024 році. Турнір входив до програм ATP та WTA турів. Головним спонсором турніру була компанія Kia.

## Огляд подій та досягнень

### Зміни в порівнянні з минулим турніром
Турнір уперше починався у неділю. Матчі першого кола, відповідно, тривали три дні, а не два. Вечірня сесія на двох головних кортах містила максимум два матчі, щоб уникнути ситуації, коли остання гра затягувалася до ранку.  

### Результати та досягнення
У чоловіків чемпіоном Австралії став італієць Яннік Сіннер, для якого це перша перемога в мейджорах.  
У жінок Орина Соболенко відстояла титул чемпіонки. Для неї це другий грендслем.  
Парні змагання серед чоловіків виграли індієць Роган Бопанна та австралієць Меттью Ебден.  Для обох це перша парна перемога на чемпіонаті Австралії, Ебден, утім, вигравав свій домашній грендслем у міксті, а загалом для нього це третій мейджор. Для Бопанни це другий мейджор, у  нього в активі є ще перемога в міксті на Ролан-Гаррос. 
У змаганні жіночих пар переміг тайвансько-бельгійський дует Сє Шувей та Елісе Мертенс. Для обох це перша парна перемога на чемпіонаті Австралії, Сє, утім, виграла й мікст, довівши число виграних мейджорів до восьми. Мертенс виграла свій третій грендслем.   
Мікст виграв тайвансько-польський дует Сє Шувей    / Ян Зелінський. Для Сє це був перший грендслем у міксті та сьома перемога у мейджорах загалом. Зелінський здобув свій перший титул Великого шолома.

## Результати фінальних матчів

### Дорослі
| Одиночний розряд. Чоловіки (Детальніше) |                                 |                         |
| Яннік Сіннер                            | Данило Медведєв                 | 3–6, 3–6, 6–4, 6–4, 6–3 |
|                                         |                                 |                         |
| Одиночний розряд. Жінки (Детальніше)    |                                 |                         |
| Орина Соболенко                         | Чжен Ціньвень                   | 6-3, 6-2                |
|                                         |                                 |                         |
| Парний розряд. Чоловіки (Детальніше)    |                                 |                         |
| Роган Бопанна Меттью Ебден              | Сімоне Болеллі Андреа Вавассорі | 7–6(7–0), 7–5           |
|                                         |                                 |                         |
| Парний розряд. Жінки (Детальніше)       |                                 |                         |
| Сє Шувей Елісе Мертенс                  | Людмила Кіченок Єлена Остапенко | 6–1, 7–5                |
|                                         |                                 |                         |
| Мікст (Детальніше)                      |                                 |                         |
| Сє Шувей Ян Зелінський                  | Дезіре Кравчик Ніл Скупскі      | 6–7(5–7), 6–4, [11–9]   |
|                                         |                                 |                         |

### Юніори
| Одиночний розряд. Хлопці        |                              |                    |
| Рей Сакамото                    | Ян Кумстат                   | 3–6, 7–6(7–2), 7–5 |
|                                 |                              |                    |
| Одиночний розряд. Дівчата       |                              |                    |
| Рената Ямріхова                 | Емерсон Джонс                | 6–4, 6–1           |
|                                 |                              |                    |
| Парний розряд. Хлопці           |                              |                    |
| Максвелл Екстед Купер Вустендік | Петр Брунцлік Віктор Фридрич | 6–3, 7–5           |
|                                 |                              |                    |
| Парний розряд. Дівчата          |                              |                    |
| Тайра Катеріна Грант Іва Йович  | Юліє Паштікова Юлія Стусек   | 6–3, 6–1           |
|                                 |                              |                    |